# Ferrovia Tripoli-Zuara
La ferrovia Tripoli-Zuara era una delle linee ferroviarie, a scartamento ridotto da 950 mm, costruite in Libia nel periodo del colonialismo italiano.
Congiungeva la capitale, Tripoli, con la città di Zuara, posta non distante dal confine tunisino.

## Storia

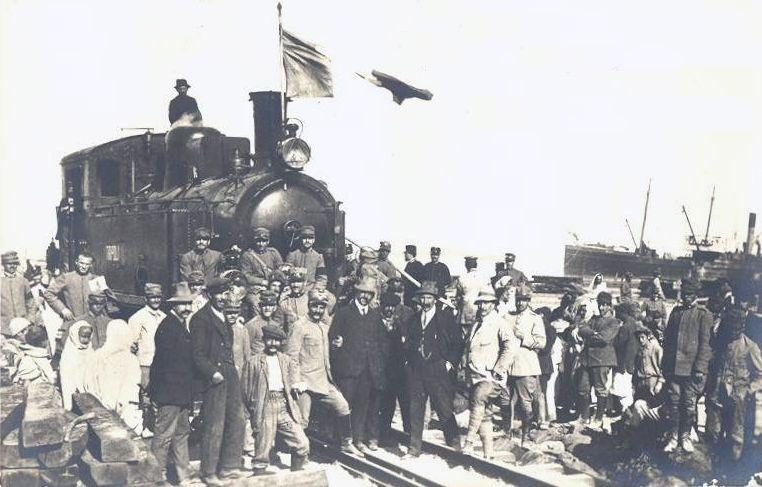
1912, arrivo della prima locomotiva a vapore al porto di Tripoli

Il primo tronco venne armato in Tripolitania nel 1912, attorno al capoluogo, Tripoli, usando lo scartamento ridotto da 950 mm; il 17 marzo vennero attivati 11 km di binario e i successivi fino a Zanzur, entro il 5 settembre dello stesso anno. La costruzione e, dal 1º maggio 1913 anche l'esercizio, furono affidati alle Ferrovie dello Stato mediante il Regio decreto 9 marzo 1913, n. 314. Entro la fine del 1915 la rete libica aveva raggiunto 180 km di estensione: comprendendo le diramazioni Bivio Gheran - Henschir el Abiad e Zanzur - Sorman. Lo scoppio del primo conflitto mondiale obbligò al fermo delle attività di costruzione e i ribelli locali operarono vari danneggiamenti su quanto realizzato. Dopo la fine della guerra vennero ripresi i lavori sul tratto Sorman - Zuara (che era stato precedentemente abbandonato incompleto) e nel dicembre del 1919 completate anche le infrastrutture delle stazioni e i raccordi sui 118 km complessivi della linea tripolitana. Alcune tratte terminali furono oggetto di ripetuti danneggiamenti a causa di rivolte locali.
Dopo la seconda guerra mondiale le linee ferroviarie libiche si rivelarono insufficienti; rimasero in servizio sino al 1962 prima di essere smantellate.

## Caratteristiche

### Percorso
| Unknown route-map component "exSTR" |

| Unknown route-map component "exBHF" |

| Unknown route-map component "exBHF" |

| Unknown route-map component "exBHF" |

| Unknown route-map component "exBHF" |

| Unknown route-map component "exABZgl" |

| Unknown route-map component "exBHF" |

| Unknown route-map component "exBHF" |

| Unknown route-map component "exBHF" |

| Unknown route-map component "exBHF" |

| Unknown route-map component "exBHF" |

| Unknown route-map component "exBHF" |

| Unknown route-map component "exBHF" |

| Unknown route-map component "exBHF" |

| Unknown route-map component "exBHF" |

| Unknown route-map component "exBHF" |

| Unknown route-map component "exBHF" |

| Unknown route-map component "exBHF" |

| Unknown route-map component "exKBHFe" |

## Traffico
La linea veniva percorsa da nove treni nella direzione Tripoli-Zuara e undici in quella inversa. Di questi una coppia di misti era limitata a Ez-Zauia. Tre coppie dei treni in orario erano costituite da treni celeri di automotrici con meno fermate intermedie, due coppie di treni misti fermavano in tutte le località, il rimanente erano di categoria accelerato con un numero di fermate inferiore. L'effettuazione dei treni era periodica e programmata in giorni diversi della settimana per ciascuna coppia di treni.